# 隆圭本古河
隆圭本古河（英語：Lungwebungu River）是非洲的河流，是尚比西河上游最大的支流，全長約645公里的河道蜿蜒曲折。隆圭本古河發源自安哥拉中部海拔1,400米地區，向東南流過非洲南部高原。
13°25′S 22°00′E / 13.417°S 22.000°E